# Wrightia arborea
Wrightia arborea är en oleanderväxtart som först beskrevs av August Wilhelm Dennstedt, och fick sitt nu gällande namn av D.J. Mabberley. Wrightia arborea ingår i släktet Wrightia och familjen oleanderväxter. Inga underarter finns listade i Catalogue of Life.